# Rutewnik
Rutewnik (Callianthemum C.A. Mey.) – rodzaj roślin z rodziny jaskrowatych. Obejmuje 15 gatunków. Trzy gatunki występują w górach Europy, a pozostałe w Azji środkowej i wschodniej (po Japonię). W Polsce rośnie dziko jeden gatunek – rutewnik jaskrowaty C. coriandrifolium.
Niektóre gatunki uprawiane są jako ozdobne, zwłaszcza rutewnik zawilcowaty C. anemonoides.

## Morfologia
PokrójByliny nagie, kłączowe. Łodyga pojedyncza lub rozgałęziona.
LiścieTylko odziomkowe lub u niektórych gatunków także łodygowe.
KwiatyObupłciowe wyrastają pojedynczo na szczycie pędu. Działek kielicha 5, płatków korony od 5 do 13, pręciki i słupki liczne.
OwoceZbiorowe, składające się z wielu mieszków. Poszczególne mieszki są owalne.

## Systematyka
Pozycja systematyczna
Rodzaj z rodziny jaskrowatych Ranunculaceae, podrodziny Ranunculoideae i plemienia Adonideae.
Wykaz gatunków
- Callianthemum alatavicum Freyn
- Callianthemum anemonoides (Zahlbr.) Endl. – rutewnik zawilcowaty[9]
- Callianthemum angustifolium Witasek
- Callianthemum coriandrifolium Rchb. – rutewnik jaskrowaty
- Callianthemum farreri W.W.Sm.
- Callianthemum hondoense Nakai & H.Hara
- Callianthemum insigne (Nakai) Nakai
- Callianthemum isopyroides (DC.) Witasek
- Callianthemum kernerianum Freyn ex A.Kern.
- Callianthemum kirigishiense (Ken Sato & Koji Ito) Kadota
- Callianthemum miyabeanum Tatew.
- Callianthemum pimpinelloides (D.Don) Hook.f. & Thomson
- Callianthemum sachalinense Miyabe & Tatew.
- Callianthemum sajanense (Regel) Witasek
- Callianthemum taipaicum W.T.Wang